# Jasmine Joyce-Butchers
Jasmine Joyce-Butchers   (Tyddewi, 9 d'octubre de 1995) és una jugadora de rugbi gal·lesa que juga d'ala a la selecció nacional femenina de rugbi de Gal·les i al Bristol Bears. Va debutar amb la selecció de Gal·les el 2017 i va participar al Campionat de les Sis Nacions femení del 2021.

## Trajectòria
Joyce va començar a jugar a rugbi als set anys amb el St. Davids RFC, abans de passar a l'equip juvenil femení del Haverfordwest RFC als 12 anys. Als 15 anys les seves habilitats van ser detectades pels caçatalents de l'Scarlets. Després d'impressionar amb la seva velocitat als entrenaments, va ser col·locada a la banda i va anotar tres assaigs en el seu partit de debut contra el Newport Gwent Dragons. Ràpidament es va convertir en part integrant de l'equip sub-18 i aviat va passar a l'equip sènior. El 2020 va signar amb el seu club actual, el Bristol Bears.
El 2015 Joyce va ser seleccionada per jugar a la selecció nacional femenina de rugbi a 7 de Gal·les per al torneig de Dubai Sevens. A partir d'aquell moment va ser habitual a la selecció i va jugar amb Gal·les els Campionats d'Europa de 2015. El 2016 Joyce va ser l'única gal·lesa de l'equip femení de rugbi a 7 de Gran Bretanya a jugar a l'escenari olímpic després després de la reintroducció de l'esport a Rio de Janeiro 2016.
Joyce també va representar Gal·les a la Copa del Món de Rugbi de 2017 i als Jocs de la Commonwealth de 2018. Més endavant va ser seleccionada amb Gal·les per a la Copa del Món de Rugbi 2021 a Nova Zelanda.
El juny de 2024, va ser convocada amb l'equip britànic per als Jocs Olímpics de París de 2024 i es va convertir en la primera jugadora de rugbi britànica seleccionada per a tres Jocs Olímpics diferents. L'equip va acabar setè.